# Юргіс Заблоцкіс
Юргіс Заблоцкіс, або Юрій Лукашевич Заболоцький (лат. Georgius Sablocius, лит. Jurgis Zablockis (Užubališkis), пол. Jerzy Zabłocki; помер в 1563) — литовський культурний діяч XVI століття, поет-перекладач.

## Біографія
Звісток про Заблоцкіса обмаль. Про його батька, Лукаша Нарковича, теж відомо небагато. Етимологія прізвища, вочевидь, має топонімічний характер: на теренах Великого князівства Литовського було чимало населених пунктів з подібною назвою, але зазвичай дослідники співвідносять його із селом Заболоть Лідського повіту, розташованим біля сучасного білорусько-литовського кордону. Натомість історик Вацловас Биржишка висловив здогад, що Ю. Заблоцкіс міг доводитися сусідом Абрахама Кульвіца й відповідно походити з-під села Кульва.
Перша письмова згадка про Заблоцкіса міститься у метричній книзі краківського Ягеллонського університету від 3 серпня 1528. Ґрунтуючись на цій обставині, датою народження Юргіса заведено вважати десь 1510. Абрахам Кульвіц став студентом даного ж закладу місяцем раніше, тут же навчався і Станіслав Раполіоніс. Надалі Заблоцкіс зникає з письмових джерел, його знову подибуємо аж 23 листопада 1540, вже як слухача протестантського Віттенберзького університету. 24 листопада здобувати сюди освіту прибули ще двоє литовців; припускається, що він міг бути їхнім наставником.
1541 чи 1542 року Заблоцкіс вернувся на батьківщину й певний час викладав у віленській школі Абрахама Кульвіца. З від'їздом до Польщі королеви Бони Сфорци, яка підтримувала й захищала протестантів, посилився тиск з боку тамтешнього католицького єпископа Павла Гольшанського, що змусило Кульвіца, Заблоцкіса та низку інших дисидентів перебратися до Кенігсбергу. В серпні 1542 прусський герцог Альбрехт Гогенцоллерн написав 2 рекомендаційні листи на користь Юргіса, звернені до великого князя Сигізмунда та жмудського старости. З цими листами він прибув до Кракова, тут же зискав ступінь магістра. Давав приватні уроки дітям заможної шляхти. В 1544 Заблоцкіс знову відвідав Кенігсберг і переконав хворого Кульвіца воротитися у Литву, заручившись при цьому рекомендаційним листом герцога до Миколая Радзивілла «Чорного». По прибутті становище Кульвіца лише погіршилося, аж до самої смерті того 6 червня 1545 року Заблоцкіс опікувався здоров'ям приятеля. Пізніше він вернувся у Кенігсберг і вступив до місцевого університету; з ним навчалось ще 3 студентів-литовців: Мартін Мажвідас, Балтрамеюс Вілентас й Александр Родуніоніс.
Слід Заблоцкіса в письмових джерелах трапляється знов у березні-серпні 1560 року, коли він допоміг 8 землякам, зокрема майбутньому єпископу Мельхіору Гедройцю, Петру Веселовському з братом та родичам Остафія Воловича, вступити до Тюбінгенського університету. У самому Тюбінгені замешкував близько трьох літ, в травні 1563 був присутнім на весіллі Гедвіги Вюртемберзької та Людвіга IV, ландграфа Гессен-Марбурга. Відтак рушив до Швейцарії, де зустрівся з протестантськими діячами, зокрема Жаном Кальвіном. Схоже на те, що Юргіс зрештою подався до Тюбінгена, де в короткім часі й помер, оскільки його учнів відкликали пізньою осінню 1563 року до батьків вже без нього.

### Літературний доробок
Відомі 3 опубліковані праці Заблоцкіса: 2 релігійні гімни, перекладені литовською мовою з німецької, та епітафія латиною.
1547 року Мартін Мажвідас видав книгу «Прості слова катехизису», до якої ввійшов і гімн, перетлумачений Юргісом. У книзі безпосередньо не атрибутувалось авторство пісні, але пізніше вона — вже зі вказівкою на Заблоцкіса під назвою «Litanija naujai suguldyta» — з'явилася на сторінках гімнарію «Співи християнські», що його надрукував Мажвідас та Балтрамеюс Вілентас у 1570 році. Пісня складається з 21 шестирядкової строфи. З останнього видання була вилучена строфа з побажанням здоров'я покійній жінці пруського герцога Альбрехта (він двічі одружувався, дружини померли у 1547 та 1568 рр.).
У збірник 1570 р. ввійшов другий гімн у перекладі Заблоцкіса, — «Giesmė apie Kristaus iš numirusių prisikėlimą». Шестирядкова латинська епітафія вийшла друком завдяки Мельхіору Гедройцю. Вона була написана в 1561 на помин Катерини з роду Воловичів, матері Петра Веселовського, що був студентом Юргіса в Тюбінгені.